# 福井県道236号高浜港高浜停車場線
福井県道236号高浜港高浜停車場線（ふくいけんどう236ごう たかはまこうたかはまていしゃじょうせん）は福井県大飯郡高浜町内の港と駅を結ぶ一般県道である。

## 路線概要
漁港である高浜港と高浜町の中心駅である若狭高浜駅を結ぶ役割を担う県道である。観光地と駅を結び、港周辺の住宅街の住民の若狭高浜駅へのアクセスも担っている。大飯郡では数少ない南北へ走る県道であり、しかも国道27号以北では3本ほどしかない。港と駅を結ぶという全国的にも珍しい役割を担う県道である。

### 路線データ
- 起点：福井県大飯郡高浜町事代
- 終点：同町宮崎

## 道路状況
全線片側一車線が整備された一般的な県道である。高浜港は観光漁港といった雰囲気なので大型車両はそれほど見られない。むしろ生活道路としての色が濃く国道27号や駅に出るため、やや混雑することもある道路である。

## 接続路線
- 国道27号
- 福井県道237号畑若狭和田停車場線（重複）

## 沿線
- JR小浜線 若狭高浜駅
- 高浜港